# Kreuzschlepper (Münnerstadt)

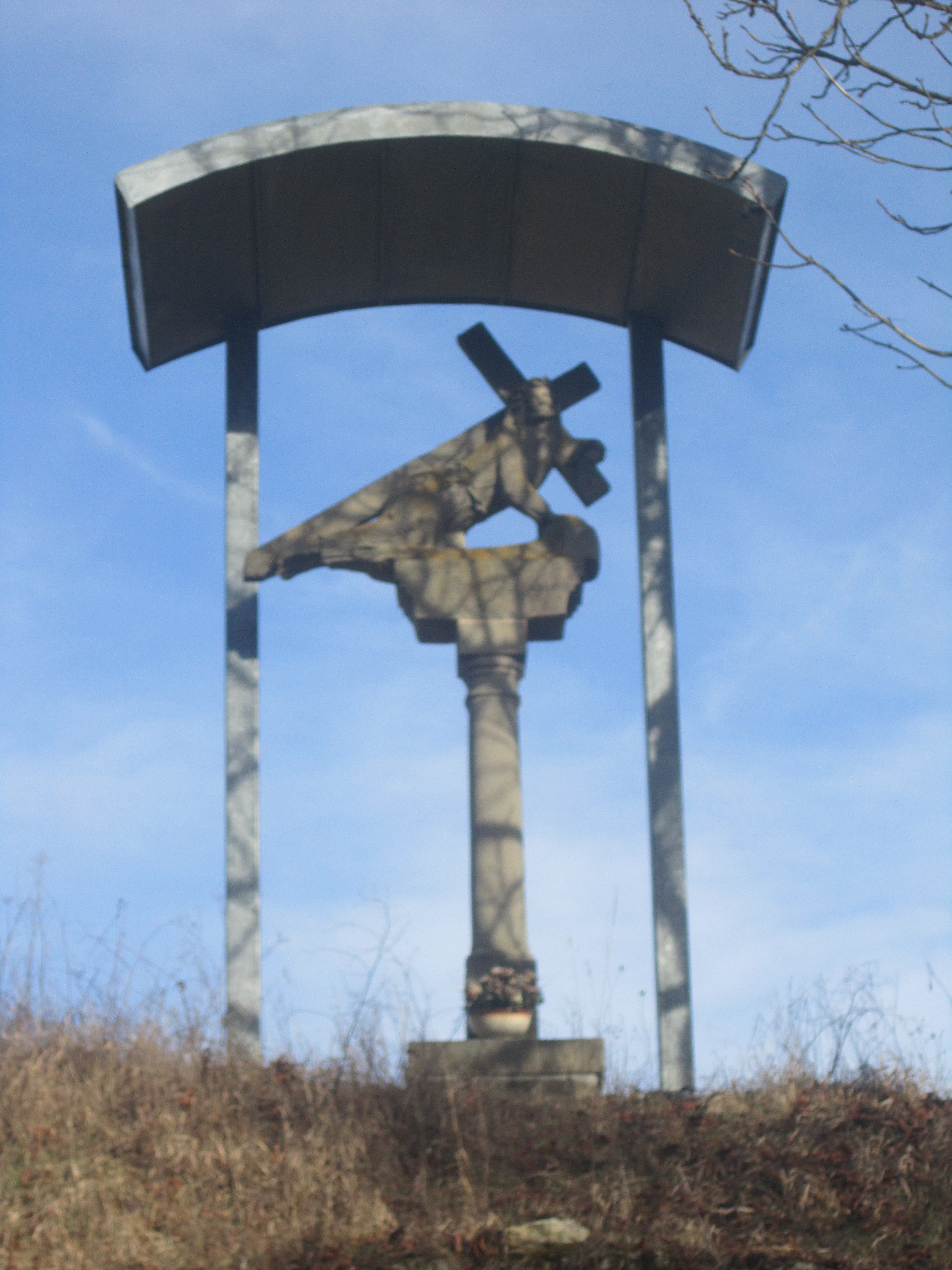
Kreuzschlepper im Kirchtal in Münnerstadt.

Der Kreuzschlepper im Kirchtal in Münnerstadt, einer Stadt im unterfränkischen Landkreis Bad Kissingen, gehört zu den Münnerstädter Baudenkmälern und ist unter der Nummer D-6-72-135-91 in der Bayerischen Denkmalliste registriert.

## Geschichte
Laut Inschrift auf der Rückseite des Zwischenstückes entstand der Kreuzschlepper im Jahr 1755; ferner sind die Initialen „M. S.“ angegeben. Nach dem Denkmal erhielt die Flur, an der es sich befindet, den Namen „Kreuzschlepper“.
Die Rundsäule befindet sich auf einer 33 Zentimeter hohen Sockelplatte. Die Säule ist 140 Zentimeter hoch, durch Ringwülste gegliedert und schließt mit einem Blockkapitell ab. Die breit hingelagerte Christusfigur ist bis zu 70 Zentimeter hoch. Am 65 Zentimeter breiten Zwischenstück befindet sich folgende Inschrift:

„O MENSCH STHE STIL VNT SCHAVE MICH AN
GETENCK WAS ICH FÜR TICH GETHAN
TAS TEINE SÜNT SCHULT DARAN
TAS ICH HAP TAS CREUTZ GETR
AGEN VNT ERLITEN VIELE PLAGE“

Heutzutage findet alljährlich Ende April die Markusprozession statt. Sie beginnt an der St.-Maria-Magdalena-Kirche und führt zur Talkirche. Auf halbem Wege macht sie am Kreuzschlepper sowie am nahe gelegenen Hohen Kreuz Halt.